# あそぶつり
『あそぶつり』は、D.IKUSHIMAによって制作されフリーウェアとして公開されたパズルゲーム。ベクターにおいて2009年1月に公開されたWindows用のダウンロードゲームであり、最新版は2011年4月4日のver.1.10となっている。2009年の窓の杜大賞では、物理エンジンの魅力を「余すところなく楽しめる」作品であり「多彩な楽しみ方」を提案してくれると評価され、編集部賞を受賞している。

## システム
（出典：）
仮想空間の中にアイテムを配置して仕掛けを作り、定められた目的を達成するパズルゲームとなっている。プレイヤーは、まず物理法則の働かない「セッティングモード」において操作を行う。アイテムには、「可動アイテム」と設置された場所から動かない「固定アイテム」の二つが存在する。そして位置や方向のほかに大きさも変えることが可能であり、形状は立方体・円柱・楕円柱の3種を選択できる。アイテム同士をジョイントによって接続させることもでき、軸を中心に動く「回転ジョイント」と回転しない「固定ジョイント」のいずれかを選択できる。そして画面にある「アクションボタン」をクリックすると、アイテムが動き出す「アクションモード」が開始される。
ステージクリアの条件は4種類に分かれている。公開当初は、指定されたエリア内にアイテムを設置してベルにアイテムをぶつけることが目的の「ゴールベル方式」と、「ゴールエリア」の中にボールを入れることを目的とする「スタートボール方式」の2種類となっていた。2月18日公開のver.1.03では、操作によって移動できる「モンスタートラック」をゴールエリアへ導くことが目的の「トラックレース方式」が追加された。また同月25日公開のver.1.04では、大砲から発射された人形をゴールのおもちゃ箱に入れることが目的の「ロケットドール方式」が追加されている。この人形には、固定アイテムに接触するとその部分が爆発し、バウンドするという特徴がある。
本作の「ステージエディットモード」では、プレイヤーが独自のステージを作成でき、プレイ専用で編集不可の「プレイファイル」を出力することもできるようになっている。

## 制作背景
作者であるD.IKUSHIMAは、物理エンジンを活かしたソフトを作りたいと思ったのが制作のきっかけであると述べており、「ツールに慣れていないような人でも、手軽に遊べる作品」を目指したとしている。また自身が講師を務める神戸電子専門学校の授業に活用することを目的に開発した作品ではないが、「ソフトを作って会得した技術は、うまくいけば興味を示した学生に教えることができるので無駄ではない」とも述べている。
ソフトの開発を思い立ったのは2008年3月であり、物理エンジンを用いたゲームプログラムに「最初はかなり戸惑った」としている。同年4月7日には「物理エンジンの研究デモ」をYouTubeにおいて公開している。開発当初は3D空間に物を自由に置ける設定になっていたが、マウスによる直感的でわかりやすい操作が困難という問題が生じたため、前後方向には移動しない2D操作へと変更された。
映画『バック・トゥ・ザ・フューチャー』のオープニングに登場するルーブ・ゴールドバーグ・マシンが好きで、「ボールが転がったりドミノが倒れる動作が次のアイテムに伝わり、いろいろな結果を引き起こすギミックには昔から憧れていた」ことから、そのような装置の制作を体験できるゲームという案は以前からあったが、ゲームの制作者によってアイテム同士のアクションがすべて決められている以上は、結果も予想の範囲内に収まるため面白味に欠けると考えていたという。しかし物理エンジンで動くキャラクターを用いることによって、予測を越えるギミックを作ることができ「無限の可能性」が生じたと述べている。
制作の際に苦労した点としては、物理エンジンが働いていない状態における操作と、物理エンジンによって計算される物体同士の衝突や挙動の両方を、破綻なく処理できるようにしたことをあげている。また多くの操作を直感的なものにまとめるのにも苦労したと述べている。
本作ではOpen Dynamics Engineが採用されているが、PhysXとは異なりプレイヤーが動作のためのファイルを新たにインストールする必要がなく、手間がかからないことが理由であるという。しかしODEの資料は限られており、圧倒的な情報不足に苦労したと述べている。
なお「あそぶつり」というタイトルは、「遊ぶ」と「物理」を合わせたものであり、「カッコつけて英語にしたりするよりも親しみやすい」とも述べている。開発コードネームは「物理エンジンで遊ぼう」であった。

## 評価
ベクターの「新着ソフトレビュー」では、「プレイヤーのアイデアのままに、さまざまな仕掛けを作り出して実験できる、ユニークなパズルゲーム」と評価されている。初めてセッティングモードの画面を見た時には「非常にいかめしく、面倒そうなゲーム」のように思えたが、実際にはそうではなく「大人から子どもまで幅広く楽しめる、オモチャのようなゲーム」であると評されている。
窓の杜の記事では、ピタゴラ装置のような「“装置が動作すること”自体が目的のからくり装置を、直感的な操作で組み上げられるのが楽しい」と評されており、「限られた条件下で複雑、かつ楽しい装置を作ろうとすると無限の可能性を秘めている」とも評されている。
日経エレクトロニクスの記事では、「物体の動きだけでなく、様々な形の物体を自由に配置するといった操作性」も優れていると評されている。